# Université Jagellonne
L’université Jagellonne de Cracovie (en polonais : Uniwersytet Jagielloński), fondée en 1364 par le roi de Pologne Casimir III le Grand sous le nom d'Académie de Cracovie (Akademia Krakowska), est la seconde plus ancienne université d'Europe centrale après l'université Charles de Prague. Son nom actuel, adopté en 1817, rend hommage à la dynastie royale des Jagellon, qui régna sur la république des Deux Nations et dont le premier roi, Władysław II Jagellon, refonda l'université d'une manière durable en 1400.

## Histoire

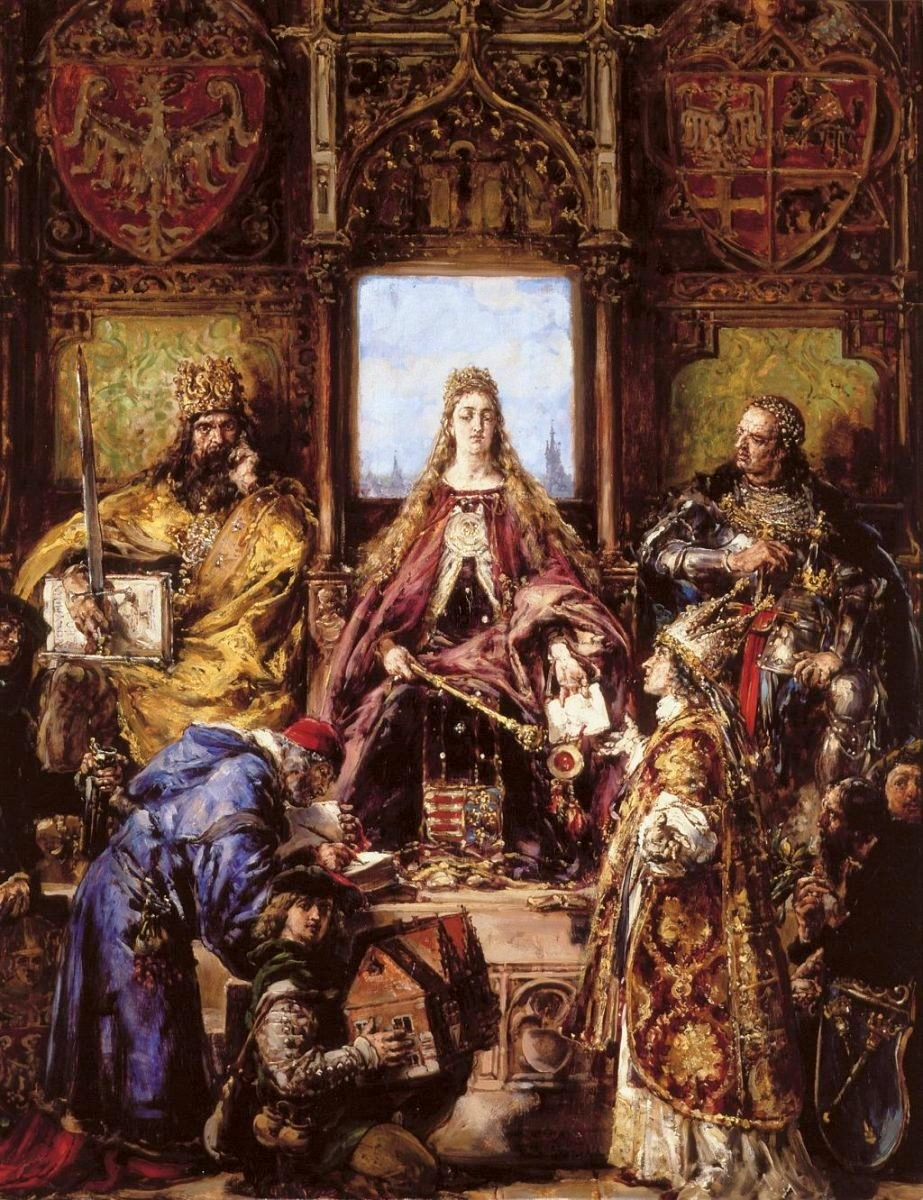
Fondation de l'Académie, toile de Jan Matejko.

L'université de Cracovie est fondée, sous le nom d'Akademia Krakowska, le 12 mai 1364, par le roi Kazimierz le Grand qui reçoit la permission du pape d'établir une université à Cracovie (alors capitale de la Pologne). Cependant, le Studium Generale à Cracovie ne fonctionne qu'en 1367 avec seulement trois facultés (arts libéraux, médecine et droit), le pape Urbain V ayant refusé de fonder une faculté de théologie (alors la discipline la plus noble). Le Studium Generale nait sur le modèle de l'université de Paris.
Le premier chancelier de l'université est le juriste et évêque de Cracovie Piotr Wysz de Radolin, et les premiers professeurs sont tchèques, allemands et polonais, presque tous issus de l'université Charles de Prague, où leur grand maître est Matthieu de Cracovie. Dans le monde universitaire de cette époque, on attend beaucoup des conciles et les professeurs de Cracovie sont favorables à celui de Pise en 1409. Lors du concile de Constance de 1414, le recteur de l'université de Cracovie, Paweł Włodkowic, se rend célèbre en Europe en défendant le principe de la tolérance religieuse envers les non-chrétiens et condamne la conversion par la force.
Le développement de l'université est interrompu par la mort du roi Kazimierz. Le monarque polonais suivant, Louis Ier de Hongrie, ne s'intéresse pas aux sciences, ce qui cause un long retard. Cependant, l'université est remise sur pied en 1400 par le roi Władysław Jagellon, fondateur de la dynastie Jagellon. Sa femme Hedwige (Jadwiga), couronnée « roi » de Pologne, contribue largement à cette restauration en léguant dans son dernier testament en 1399, une partie considérable de son domaine privé à l'université. En 1397, elle persuade le pape Boniface IX de rétablir l'université en y intégrant la faculté de théologie. L'université de Cracovie est la seule université de Pologne jusqu’au XVIe siècle où sont fondées l’Académie de Vilnius/Wilno par le roi Stefan Batory en 1578 et l’Académie de Zamość par le chancelier Jan Zamoyski en 1594.

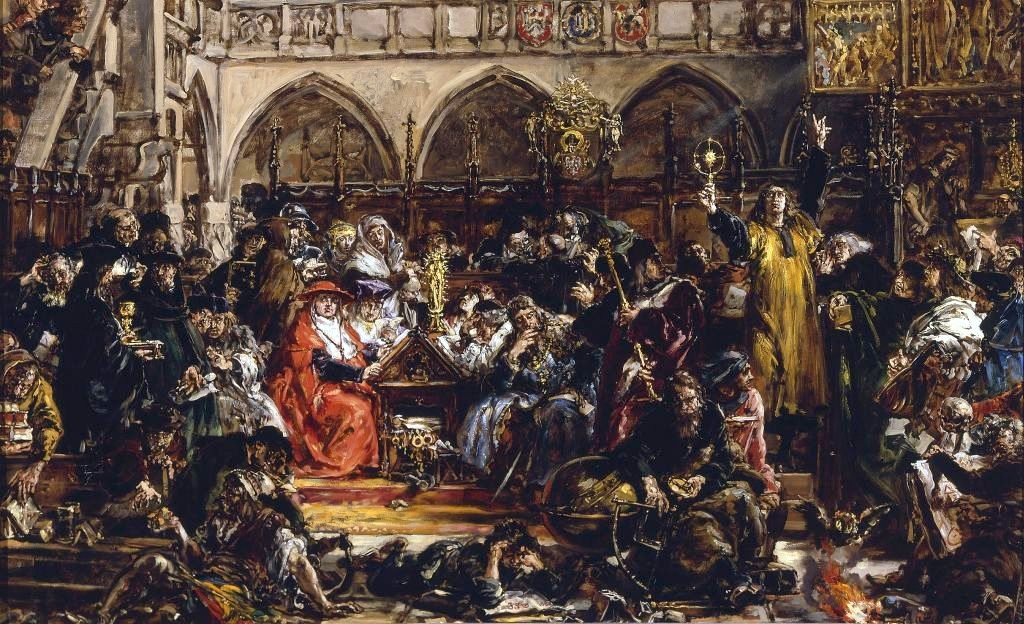
L'influence de l'Académie sur le pays, toile de Jan Matejko figurant des étudiants et professeurs célèbres : Zbigniew Oleśnicki, Jean de Capistran, Jean de Kenty, Jean de Kolno, Jérôme de Prague, Grzegorz de Sanok, Jan Długosz, Filippo Buonaccorsi, Conrad Celtes, Albert Brudzewski, Nicolas Copernic et Michał z Wielunia.

Au XVe siècle, l'université connut son siècle d'or. Au nombre des facultés les plus prospères se trouvent la faculté de droit, où enseignent Stanisław de Skarbimierz et Paweł Włodkowic, et celle d'astronomie et de mathématiques, sous l'enseignement de Wojciech Brudzewski (qui met en doute le géocentrisme). Ses étudiants les plus célèbres sont Nicolas Copernic, Conrad Celtes et Bernard Wapowski. Y étudie aussi le créateur de la langue biélorusse, Francysk Skaryna.
L'université et son chancelier sont des partisans du concile œcuménique de Bâle.
En 1473, l’imprimeur Kasper Straube de Bavière installe à Cracovie la première presse. Il est suivi par Johann Haller qui établit à Cracovie son imprimerie avant 1500. Parmi les personnalités qui influencent la philologie classique, figurent Grzegorz de Sanok, Paweł de Krosno, Stanisław Grzebski et Jakub Górski ; l'hébreu y est aussi enseigné.
Au XVIe siècle, l'université commence à subir une crise. L'Académie de Cracovie se réforme trop lentement, tandis que les universités allemandes, sous l'influence de la Réforme, abandonnent les scolastiques médiévaux plus tôt. Aussi le magicien Johann Georg Faust et avant lui l'alchimiste Pan Twardowski seraient ses étudiants de l'époque. Malgré tout, l'université attire toujours des humanistes, dont des personnalités renommées comme Jan Kochanowski, Andrzej Frycz Modrzewski ou Marcin Kromer.
La crise dure jusqu'à la réforme inspirée par les Lumières et menée par Hugo Kołłątaj, représentant de la Commission de l'éducation nationale, administration centrale d’instruction publique fondée en Pologne après la suppression des Jésuites en 1773.
En 1817, l'université prend le nom de Jagellonne en l'honneur de cette dynastie de rois de Pologne. Parmi ses grands professeurs du XIXe siècle figurent Karol Olszewski, Zygmunt Wróblewski, Józef Szujski, Michał Bobrzyński, Stanisław Tarnowski, Jan Niecisław Baudouin de Courtenay, Stanisław Estreicher, Napoleon Cybulski et Marian Smoluchowski.
Tout au long de son histoire, l'université attire des milliers d'étudiants venus de toute l'Europe. Au cours de la seconde moitié du XVe siècle, près de 40 % des étudiants viennent de l'étranger. Au cours des siècles, presque toute l'élite intellectuelle polonaise y est instruite.
En 1939, les Allemands mènent l'opération Tannenberg, connue aussi sous le nom d'Intelligentzaktion dont le but est l'extermination des cadres de la société polonaise. À Cracovie, au cours de la Sonderaktion Krakau, le chef de la Gestapo Bruno Müller demande au recteur Tadeusz Lehr-Spławiński (pl) de réunir tous les professeurs de l'université. Venus de bonne foi, ils sont arrêtés, puis déportés au camp de concentration de Sachsenhausen.
Aujourd’hui, l'université compte seize facultés, dont trois facultés de médecine regroupé dans le Collegium Medicum. Près de 50 000 étudiants s'y inscrivent chaque année, dont 65 % sont des femmes. L'université compte environ 4 850 enseignants-chercheurs[réf. nécessaire].

## Bâtiments et campus
L'université Jagellonne possède plus de 100 bâtiments. Le plus ancien est Collegium Maius construit au XVe siècle. Il abrite aujourd'hui le Musée de l'Université Jagellonne et sa vaste collection d'instruments historiques en lien avec l'astronomie, la météorologie, la cartographie, la physique et la chimie.
Le Collegium Novum, bâti entre 1873 et 1887, est toujours le siège du recteur de l'université. D'autres bâtiments de valeur historique sont situés dans le centre historique de Cracovie (1er campus) dont le Collegium Minus, le Collegium Witkowski, Collegium Iuridicum, le Collegium Broscianum, le Collegium Wróblewski et l'Arsenal de Ladislas IV.
L'adaptation de l'université aux exigences de l'enseignement supérieur et de la recherche modernes a conduit à la modernisation du 2e campus et à la construction de l'Auditorium Maximum (en fonction depuis 2005), avec un amphithéâtre pour 1 200 personnes.
Le 3e campus (pl) situé dans le district de Ruczaj et de Pychowice, à côté du Parc technologique de Cracovie. L'ensemble compte 100 000 m2 dévolus à l'enseignement. Il comprend des bâtiments pour les facultés des sciences de la vie, biotechnologie, biophysique, biochimie, chimie, géographie, géologie, mathématiques, physique, informatique, astronomie, gestion et communication sociale, science politique et études internationales, ainsi que le parc technologique (LifeScience Park) - un élément du Centre Jagellon de l'innovation ; la plupart des bâtiments sont déjà en fonction. Une ligne de tramway a été mise en service en 2012 pour faciliter l'accès au campus.
Il existe également des bâtiments en dehors des campus, comme le Château de Przegorzały (Institut d'études européennes), le Parc botanique, ou le Fort Skala (Observatoire astronomique).

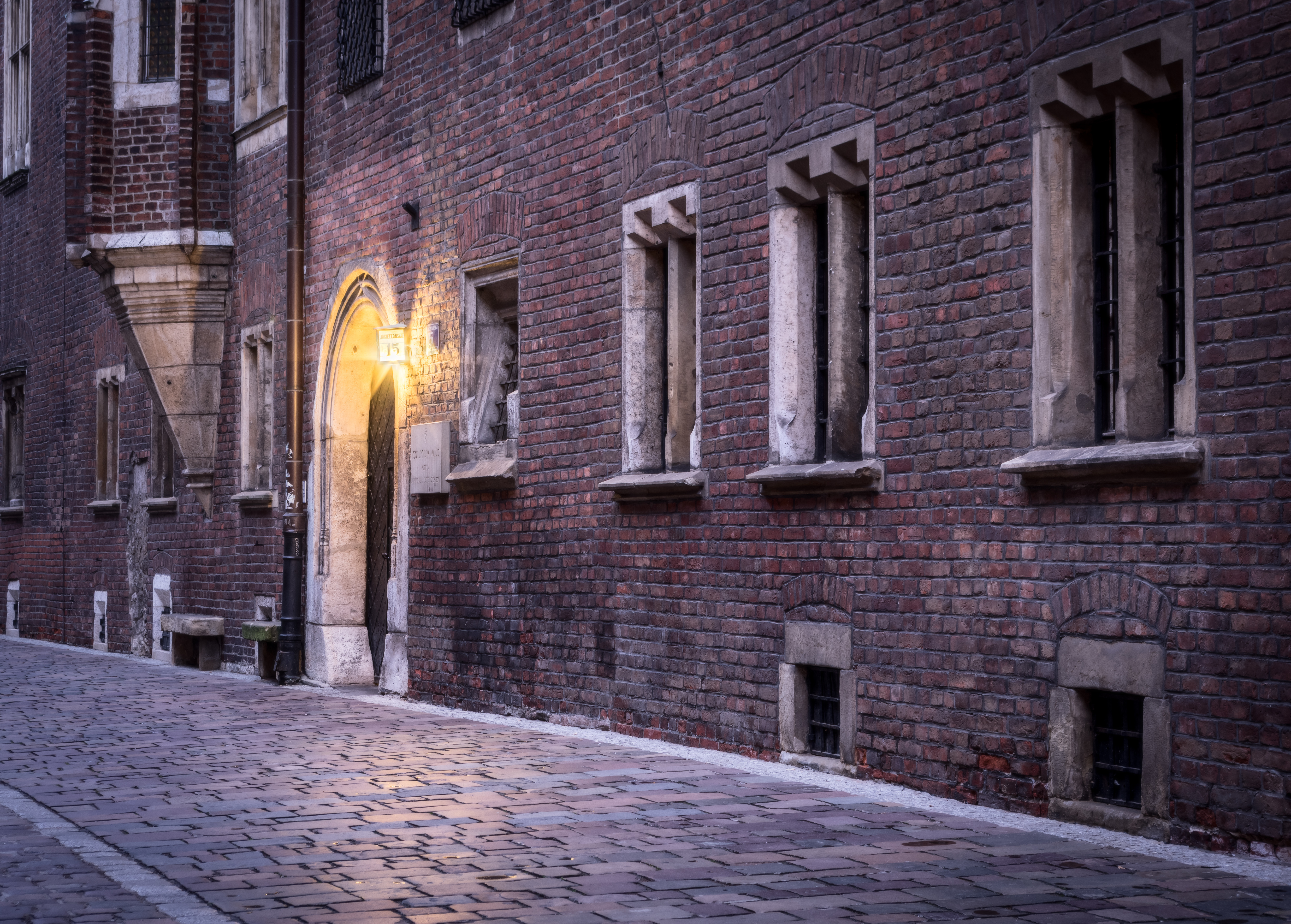
Collegium Maius.
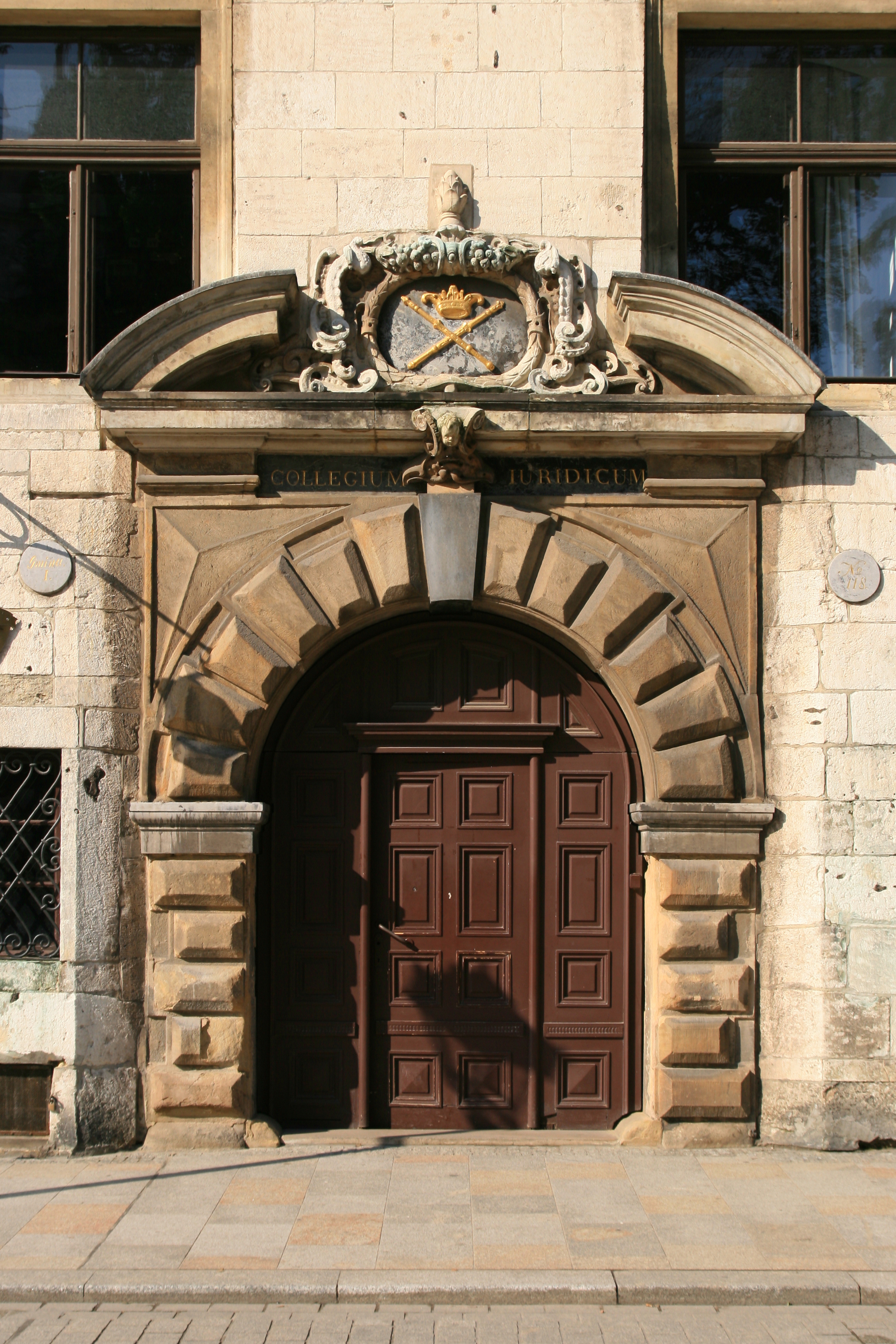
Collegium Iuridicum.
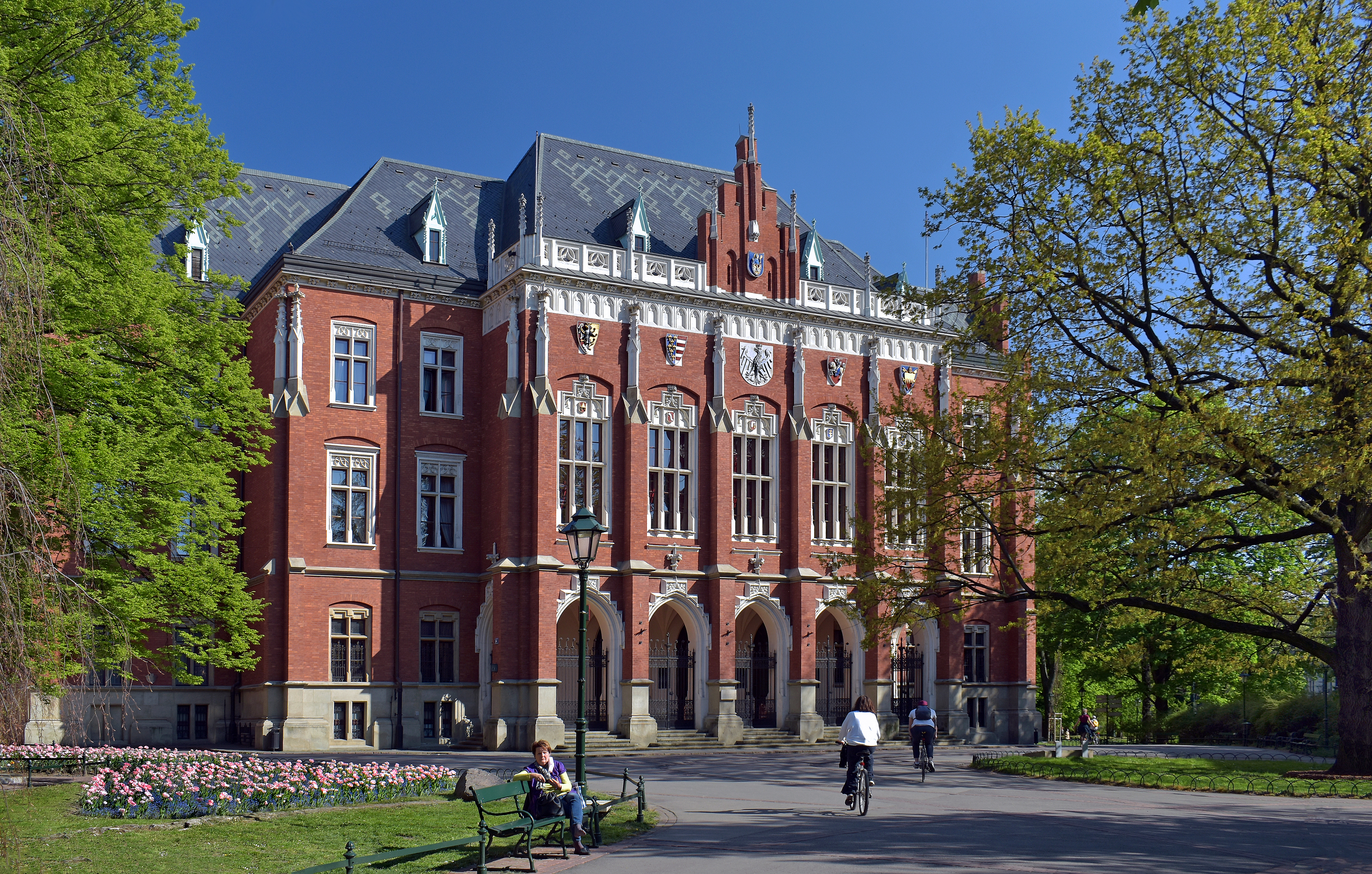
Collegium Novum.
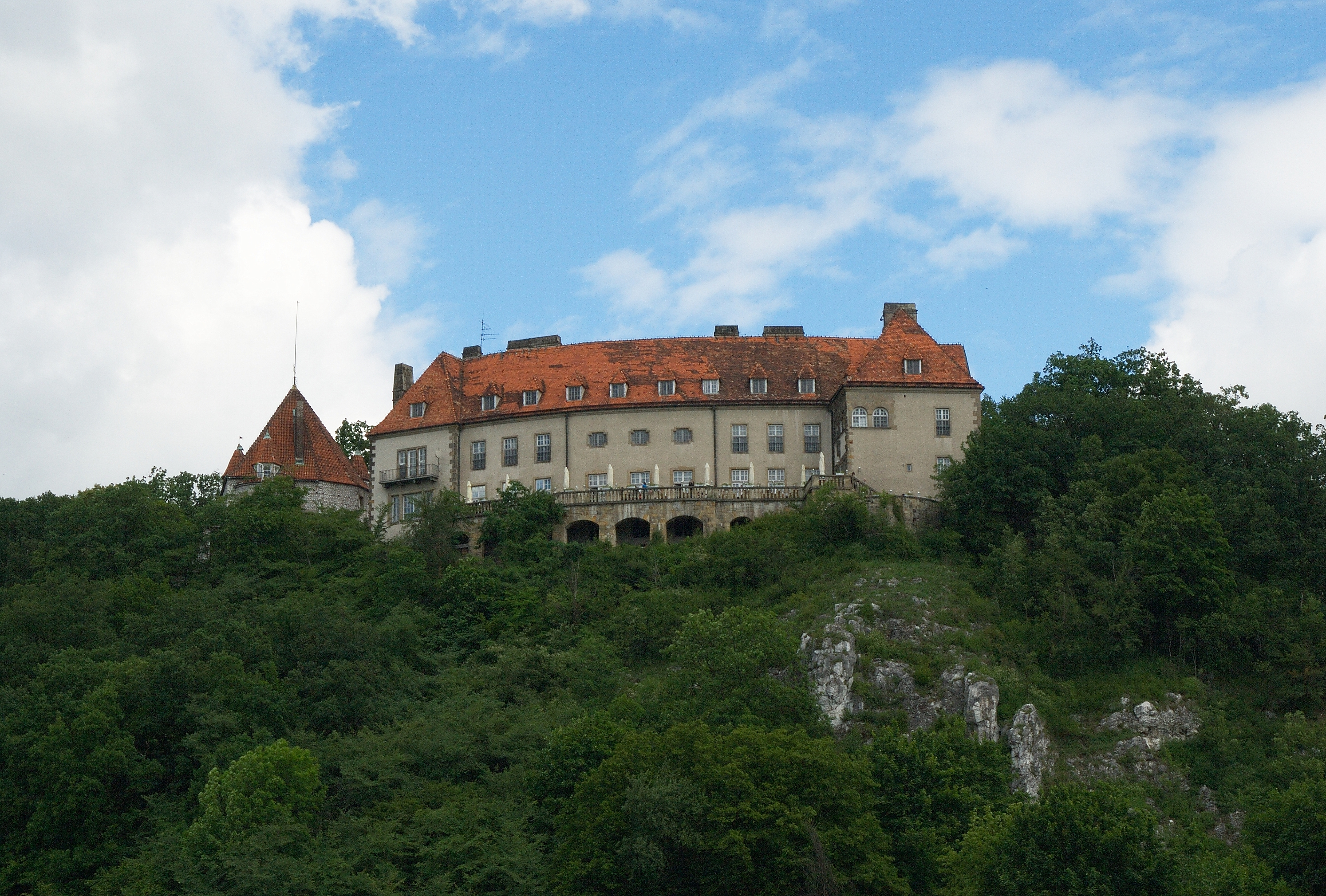
Château de Przegorzały.
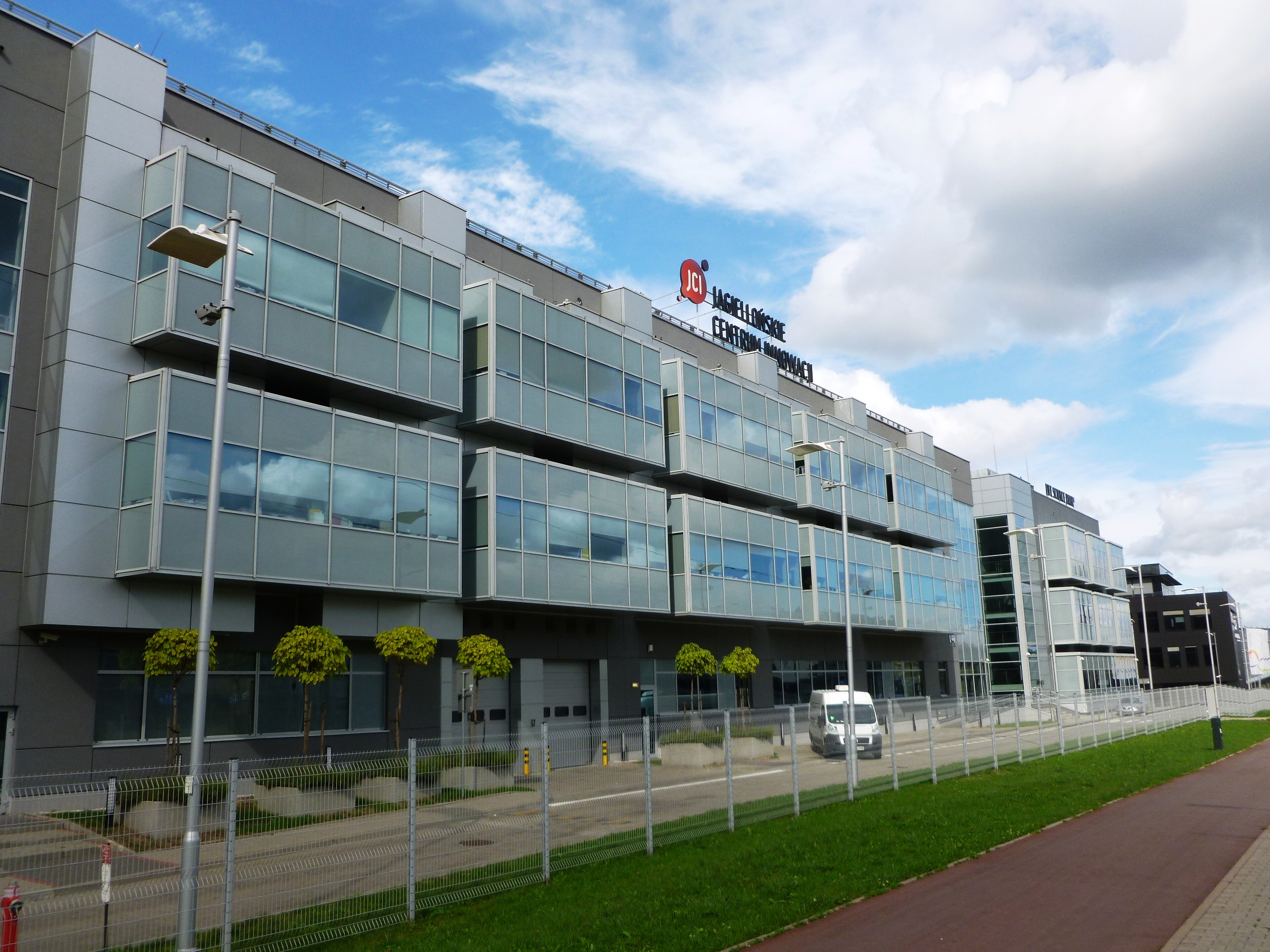
Life Science Park.
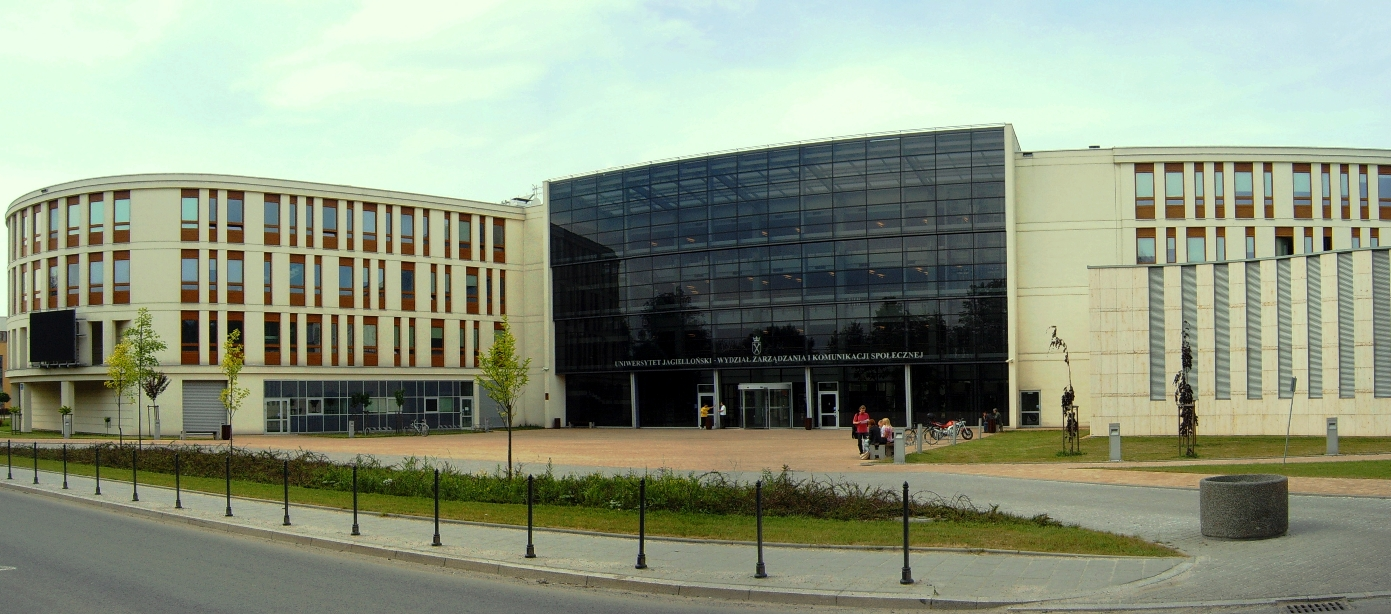
Campus III.

## Personnalités liées à l'université

### Professeurs
Par ordre chronologique.
- Stanisław de Skarbimierz (1360-1431), recteur, théologien, avocat, recteur de l'université.
- Paweł Włodkowic (1370-1435), avocat, diplomate et homme politique, représentant de la Pologne au Concile de Constance, recteur de l'université
- Jean de Capistran (1386-1456), théologien franciscain.
- Jean de Kenty (1397-1473), théologien.
- Grzegorz de Sanok (1406-1477), humaniste et philosophe.
- Marcin Król de Żurawica (1422 -1460), mathématicien.
- Jean de Głogów (1445-1507).
- Maciej de Miechów (1457-1523), recteur de l'université.
- Albert Brudzewski (1445-1497), astronome et mathématicien.
- Jan Brożek (1585-1652), mathématicien, astronome et écrivain.
- Hugo Kołłątaj (1750-1812), écrivain et homme politique, recteur de l'université
- Jan Śniadecki (1756-1830), mathématicien, philosophe et astronome.
- Józef Szujski (1835-1883), historien, recteur de l'université.
- Jan Niecisław Baudouin de Courtenay (1845-1929), linguiste, inventeur de la notion de phonème, inspirateur du formalisme russe.
- Stanisław Tarnowski (1837-1917), historien, critique littéraire.
- Zygmunt Wróblewski (1845-1888), physicien.
- Karol Olszewski (1846-1915), chimiste et physicien.
- Michał Bobrzyński (1849-1935), historien.
- Napoleon Cybulski (1854-1919), physiologiste, découvreur de l'adrénaline, fondateur de l'endocrinologie, pionnier de l'électro-encéphalographie, recteur de l'université.
- Stanisław Zaręba (1863-1942) mathématicien.
- Fryderyk Zoll (1865-1948), juriste, recteur de l'université.
- Ignacy Chrzanowski (1866–1940), spécialiste de la littérature polonaise, mort au camp de Sachsenhausen à la suite de Sonderaktion Krakau.
- Marian Smoluchowski (1872-1917), physicien.
- Kazimierz Nitsch (1874-1958), slaviste, historien de la langue polonaise, dialectologue.
- Tadeusz Sinko (1877-1966), spécialiste de la littérature antique.
- Stanisław Estreicher (1869-1939), historien et bibliographe, recteur de l'université.
- Adam Krzyżanowski (pl) (1873-1963), économiste.
- Czesław Białobrzeski (1878-1953), physicien et philosophe des sciences.
- Rafał Taubenschlag (1881-1958), juriste.
- Tadeusz Banachiewicz (1882-1954), mathématicien, astronome.
- Tadeusz Estreicher (1871-1952), chimiste, historien et chercheur en cryogénie.
- Władysław Konopczyński (1880-1952), historien.
- Franciszek Leja (1885-1979), mathématicien.
- Stanisław Pigoń (pl) (1885-1968), historien de la littérature polonaise, pédagogue.
- Juliusz Kleiner (pl) (1886-1957), historien et théoricien de la littérature polonais.
- Władysław Szafer (1886-1970), botaniste.
- Roman Grodecki (pl) (1889-1964), historien.
- Stefan Szuman (1889 -1972), pédagogue, psychologue, médecin.
- Władysław Konopczyński (1880-1952), historien.
- Roman Ingarden (1893-1970), philosophe phénoménologue et esthéticien.
- Jerzy Kuryłowicz (1895-1978), linguiste, spécialiste des langues indo-européennes.
- Tadeusz Sulimirski (en) (1898-1983), historien et archéologue, spécialiste des Sarmates.
- Józef Batory (1914-1951), militaire et résistant polonais, figure des Soldats maudits.
- Adam Vetulani (1901-1976), historien du droit polonais.
- Leon Sternbach (1908-2005), pharmacologue américain, connu pour la découverte des benzodiazépines.
- Leon Marchlewski (1869-1946), chimiste, recteur de l'université.
- Roman Dyboski (1883-1945), philologue et chercheur en littérature, polonais.
- Ludwik Ehrlich (1889-1968), juriste, historien du droit.
- Henryk Wereszycki (pl) (1898-1990), historien.
- Tadeusz Ważewski (1896-1972), mathématicien.
- Henryk Niewodniczański (1900-1968), physicien nucléaire.
- Stanisław Gołąb (1902-1980), mathématicien.
- Kazimierz Kordylewski (1903-1981), astronome
- Kazimierz Wyka (1910-1975), philologue, critique littéraire.
- Jacek Szarski (1921-1980), mathématicien.
- Jan Zurzycki (1925-1984), biologiste.
- Władysław Stróżewski (pl) (1933-), philosophe phénoménologue, ontologiste et esthéticien (élève d'Ingarden).
- Jerzy Zdrada (1936-), historien et homme politique.
- Franciszek Ziejka (1940-2020), spécialiste de littérature polonaise, recteur de l'université de 1999 à 2005.
- Jan Woleński (1940-), philosophe logicien.
- Tadeusz Lubelski (1949-) historien du cinéma.
- Zdzisław Mach (1954-), sociologue et anthropologue.
- Wojciech Krawczuk (pl) (1963-), historien, philologue, directeur des Archives nationales de Cracovie.

### Étudiants

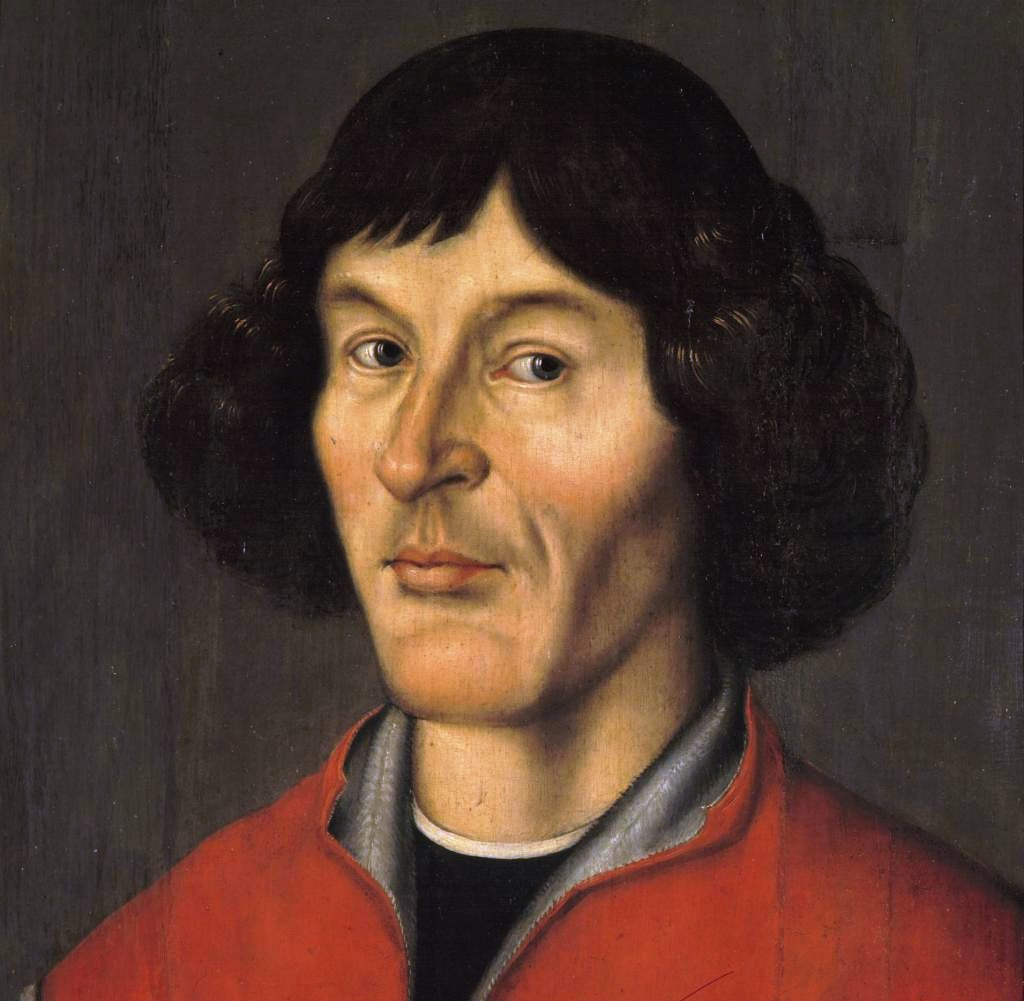
Nicolas Copernic.
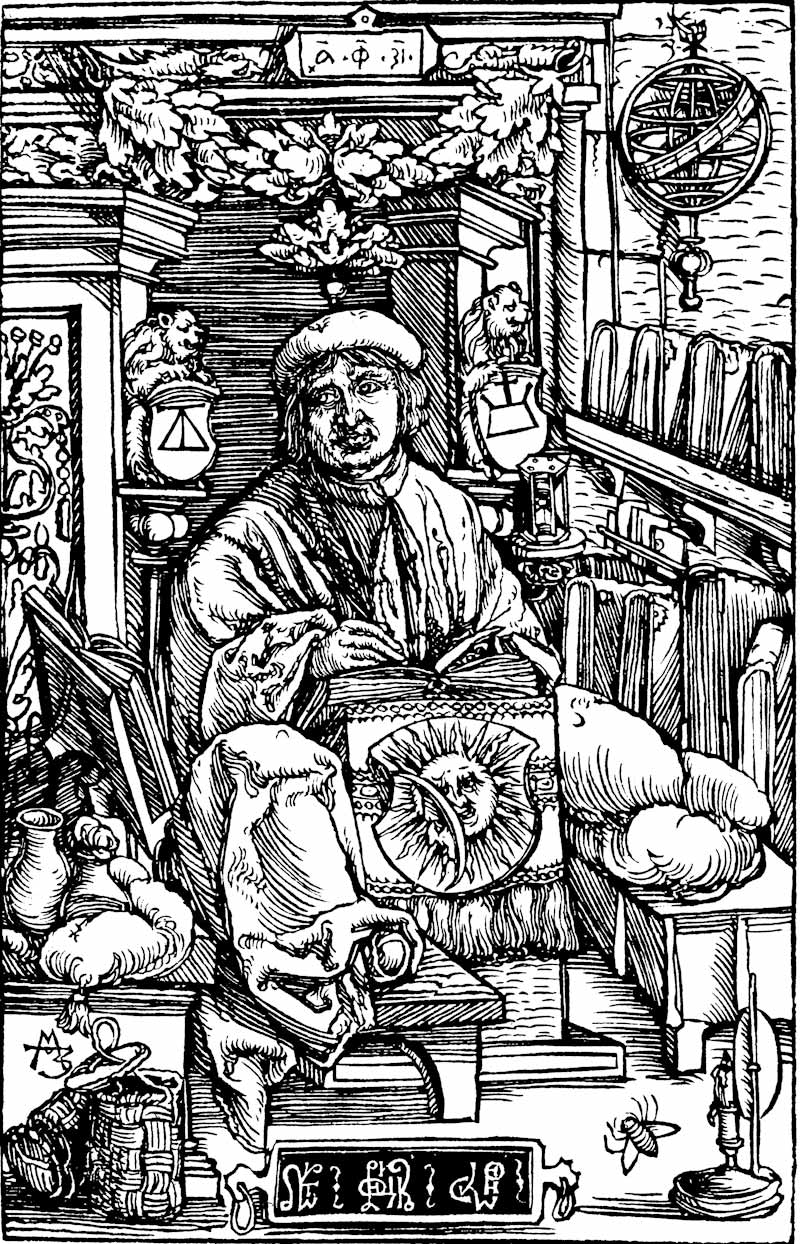
Francysk Skaryna.
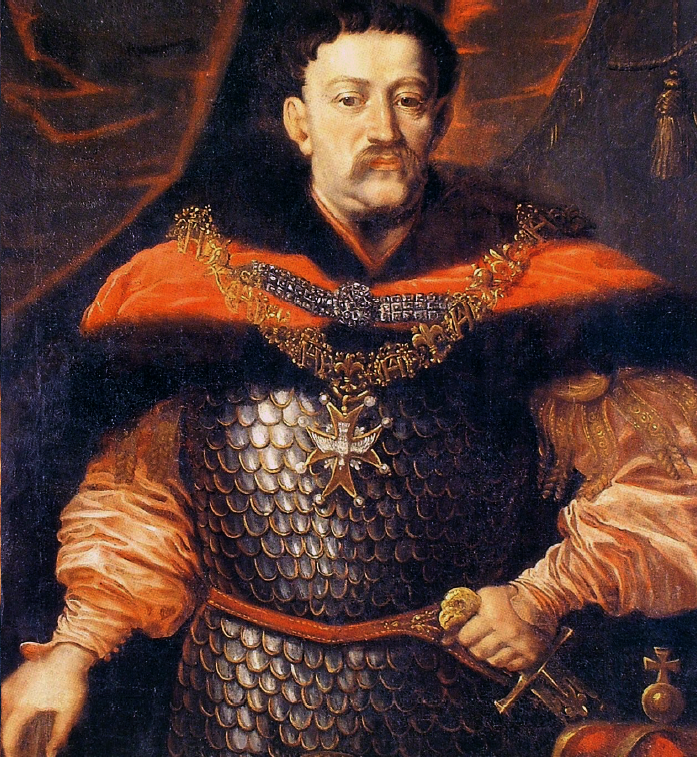
Jean III Sobieski.
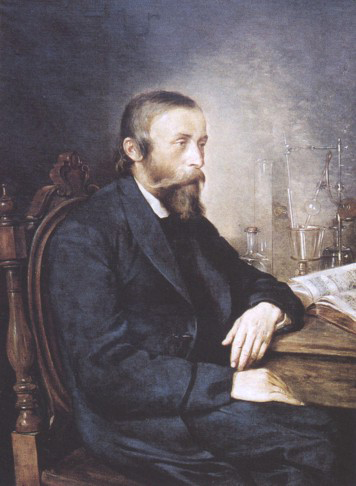
Ignacy Łukasiewicz.
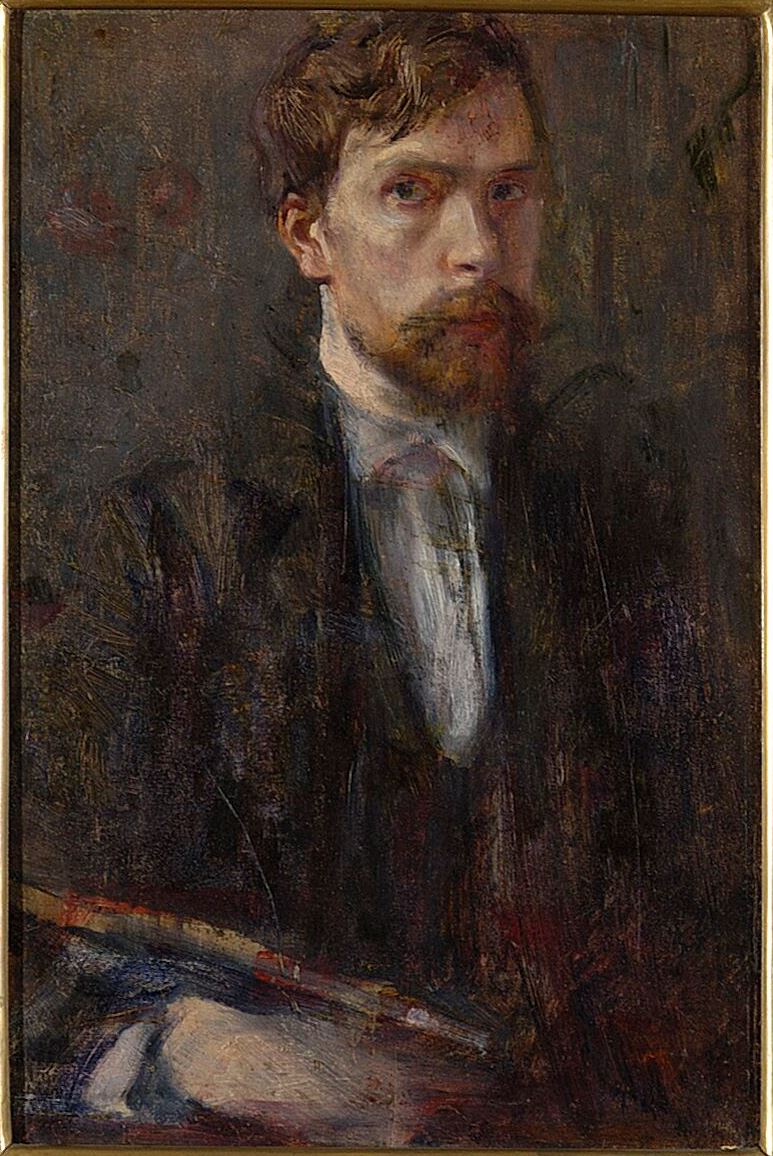
Stanisław Wyspiański.
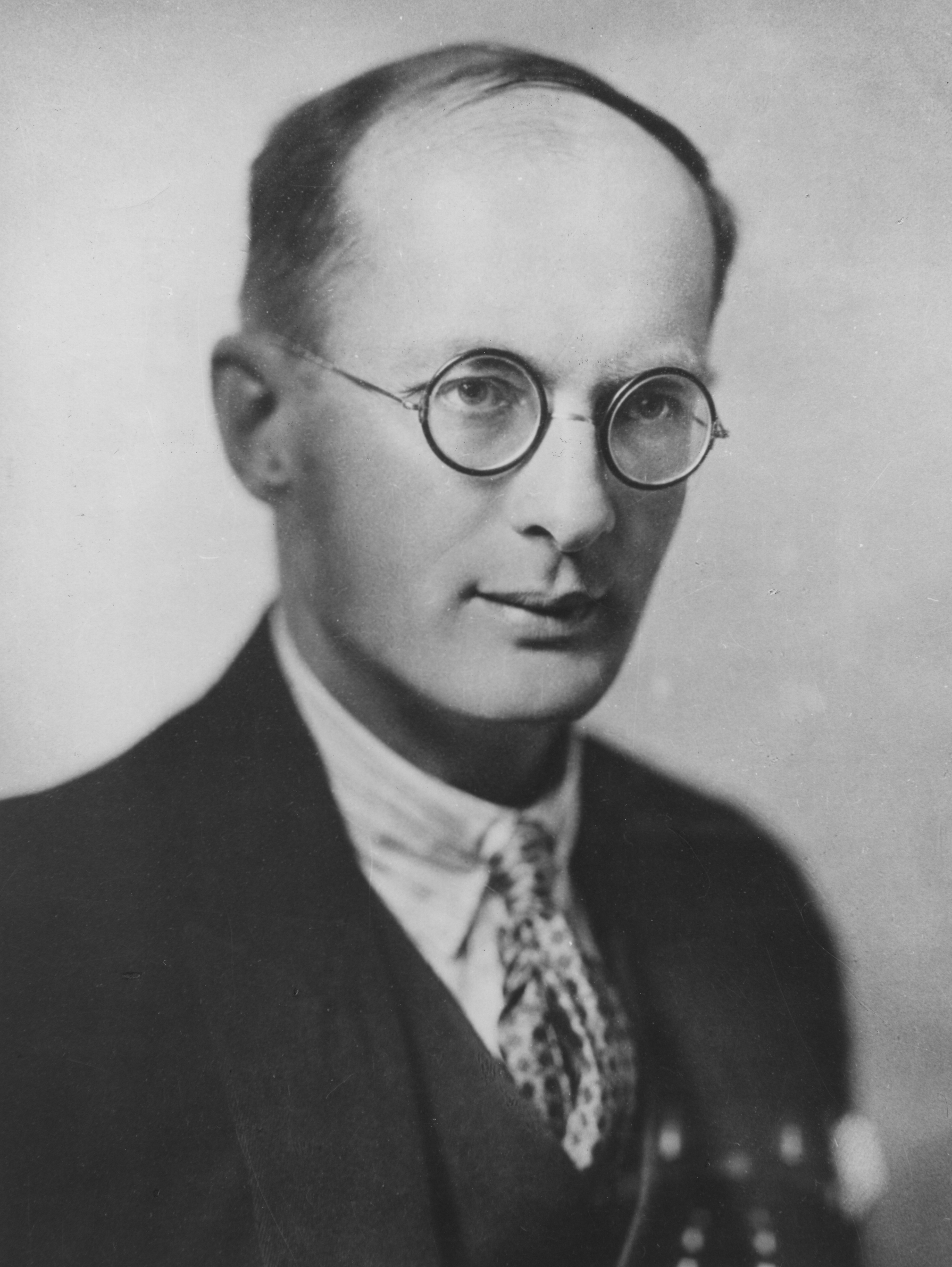
Bronisław Malinowski
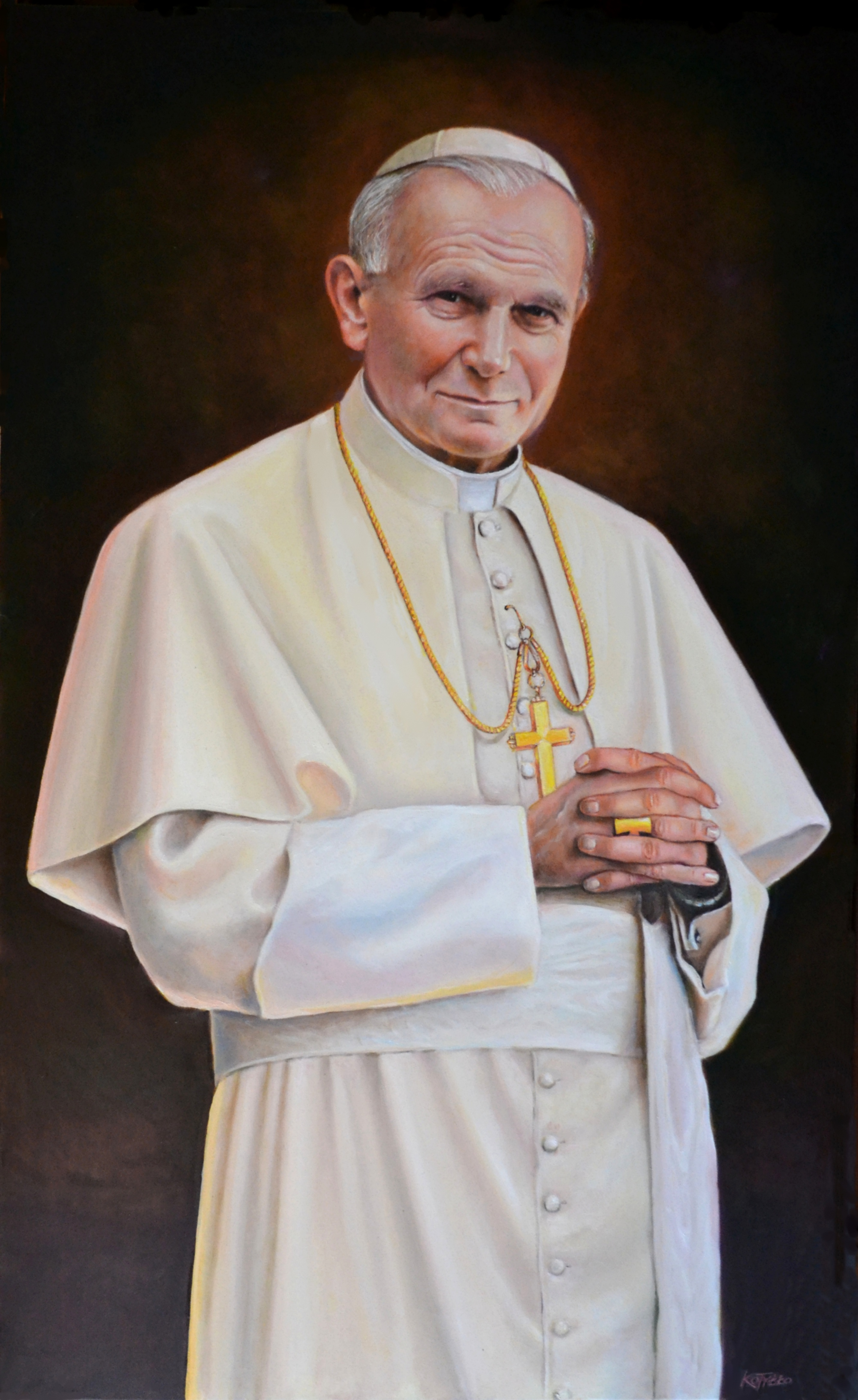
Jean-Paul II.
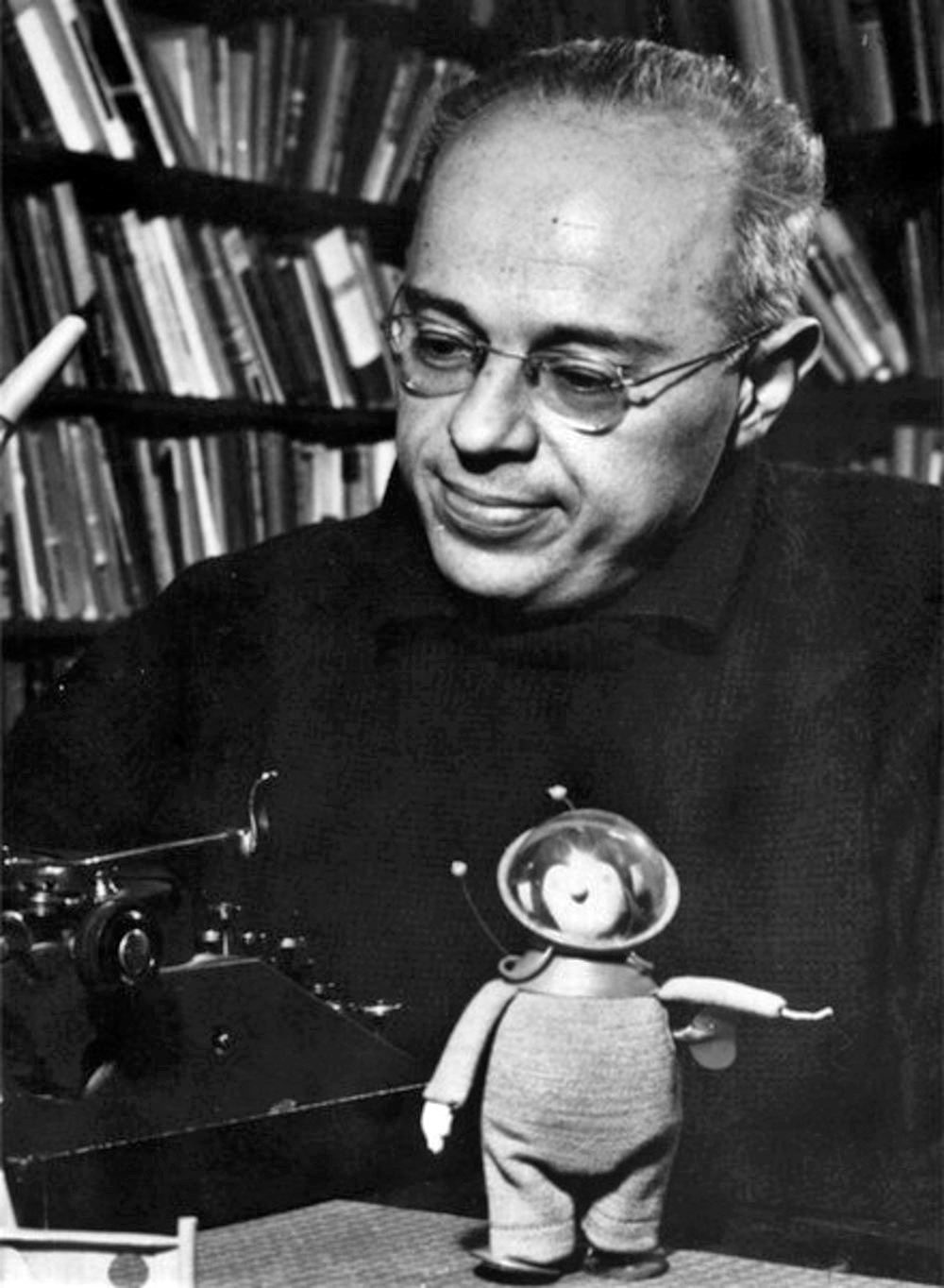
Stanisław Lem.
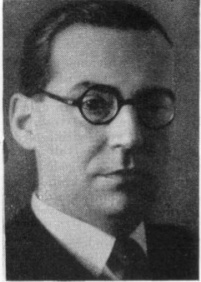
Ivo Andrić.
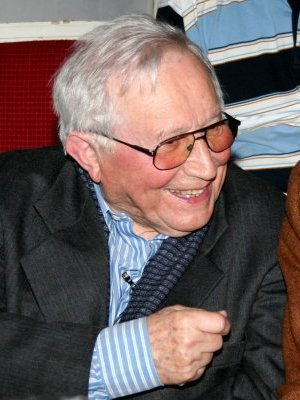
Tadeusz Różewicz.
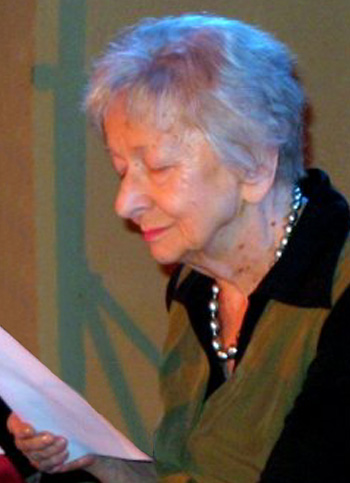
Wisława Szymborska.
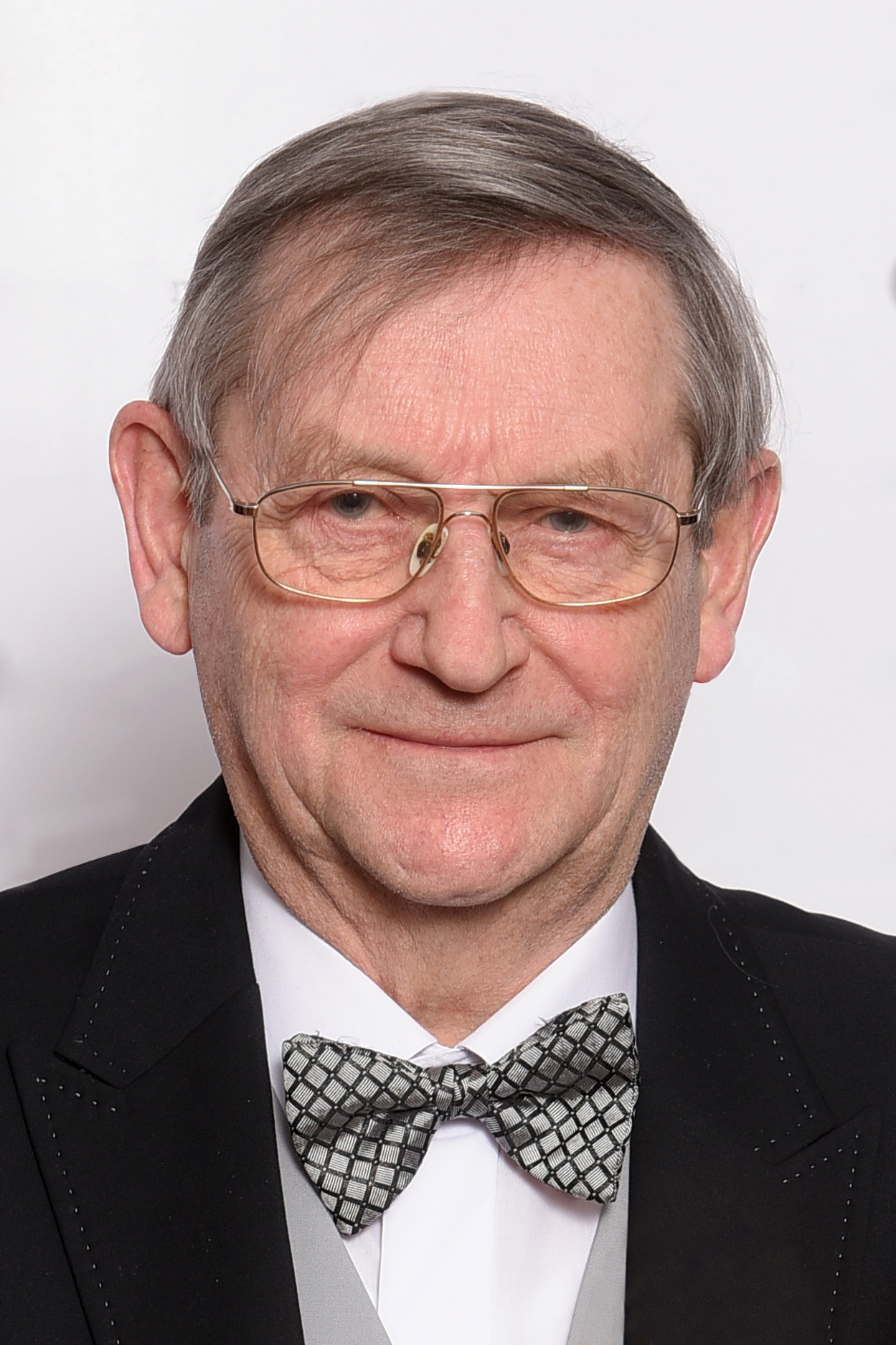
Norman Davies.
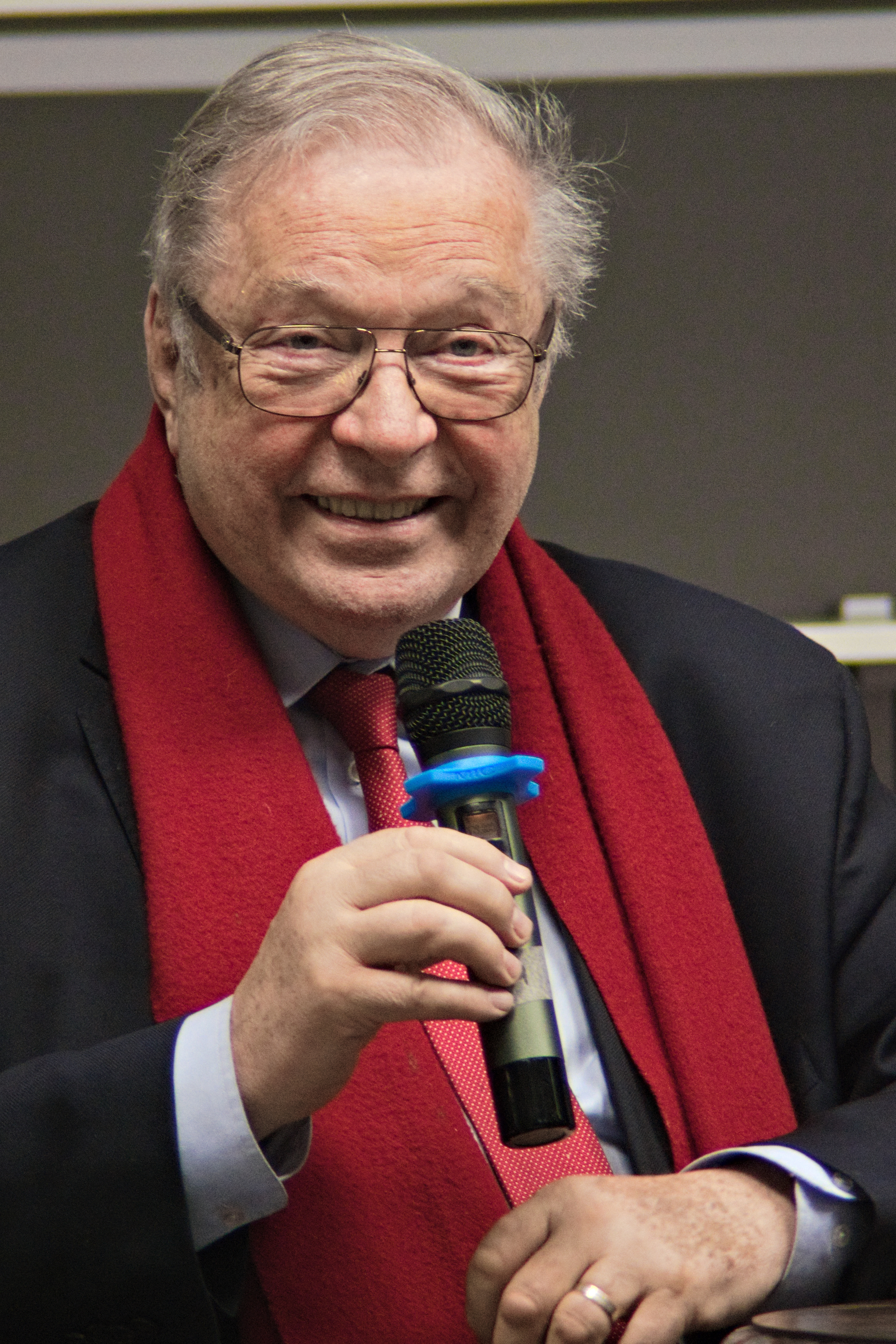
Krzysztof Zanussi.
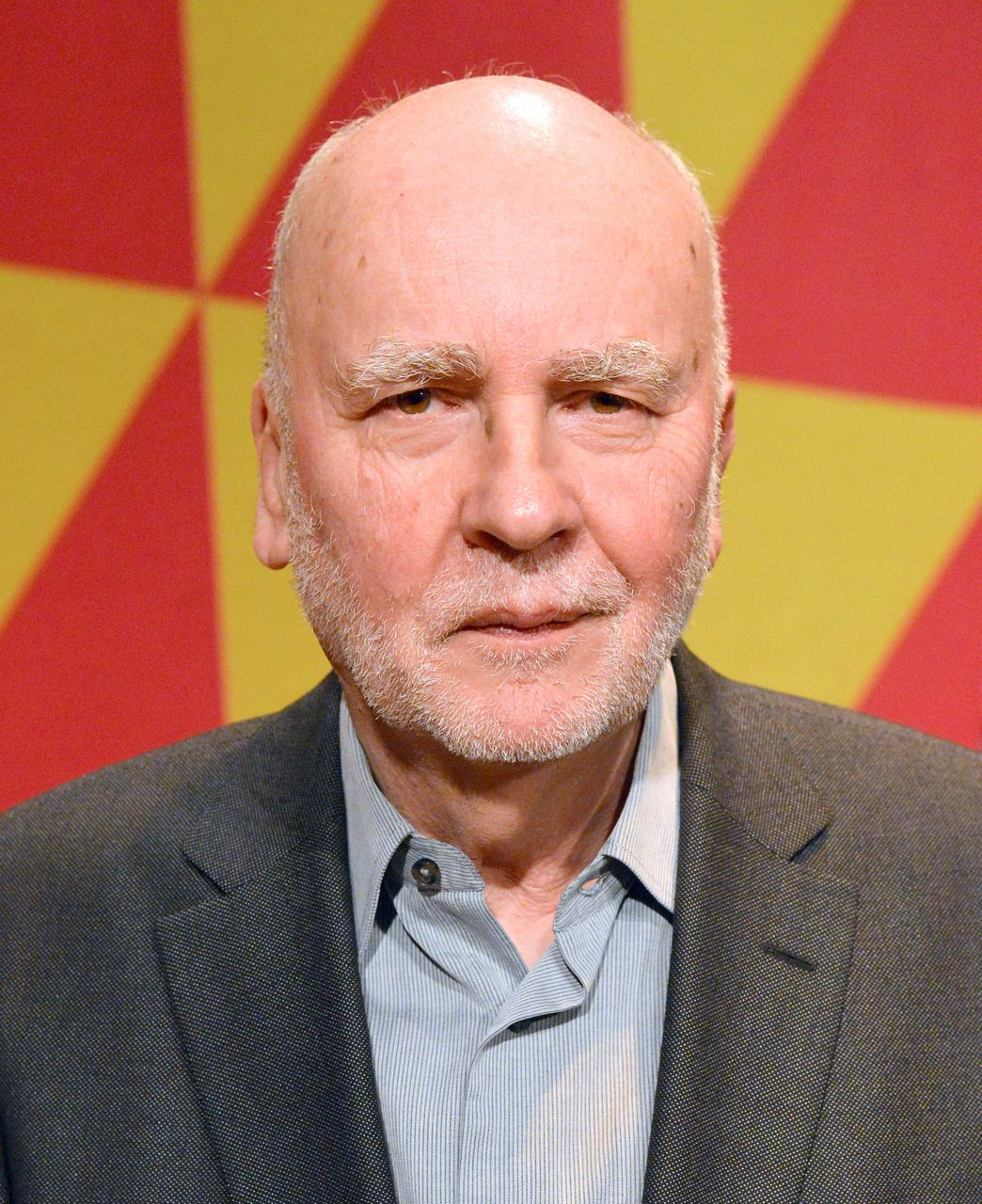
Adam Zagajewski.
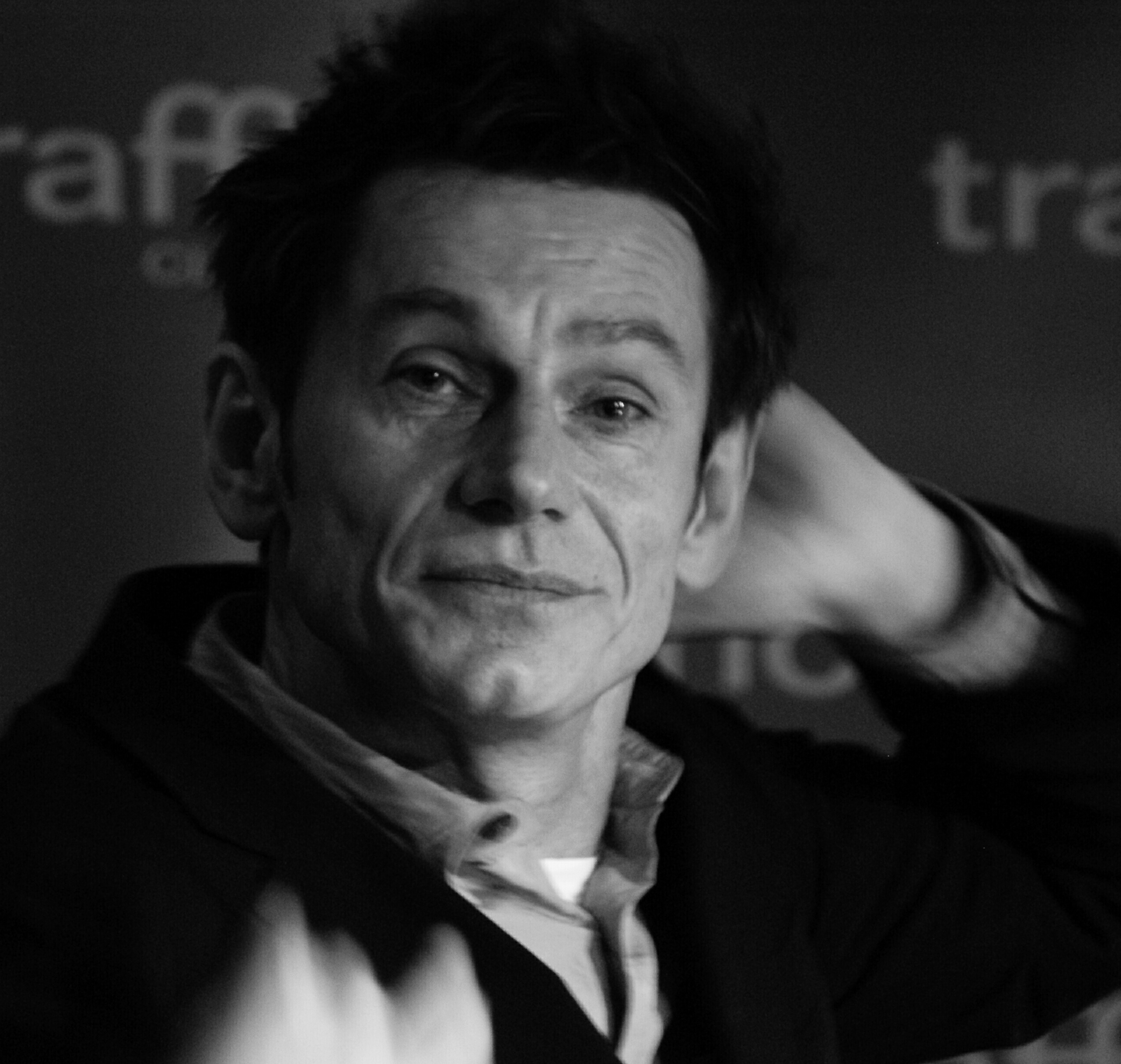
Krzysztof Warlikowski.
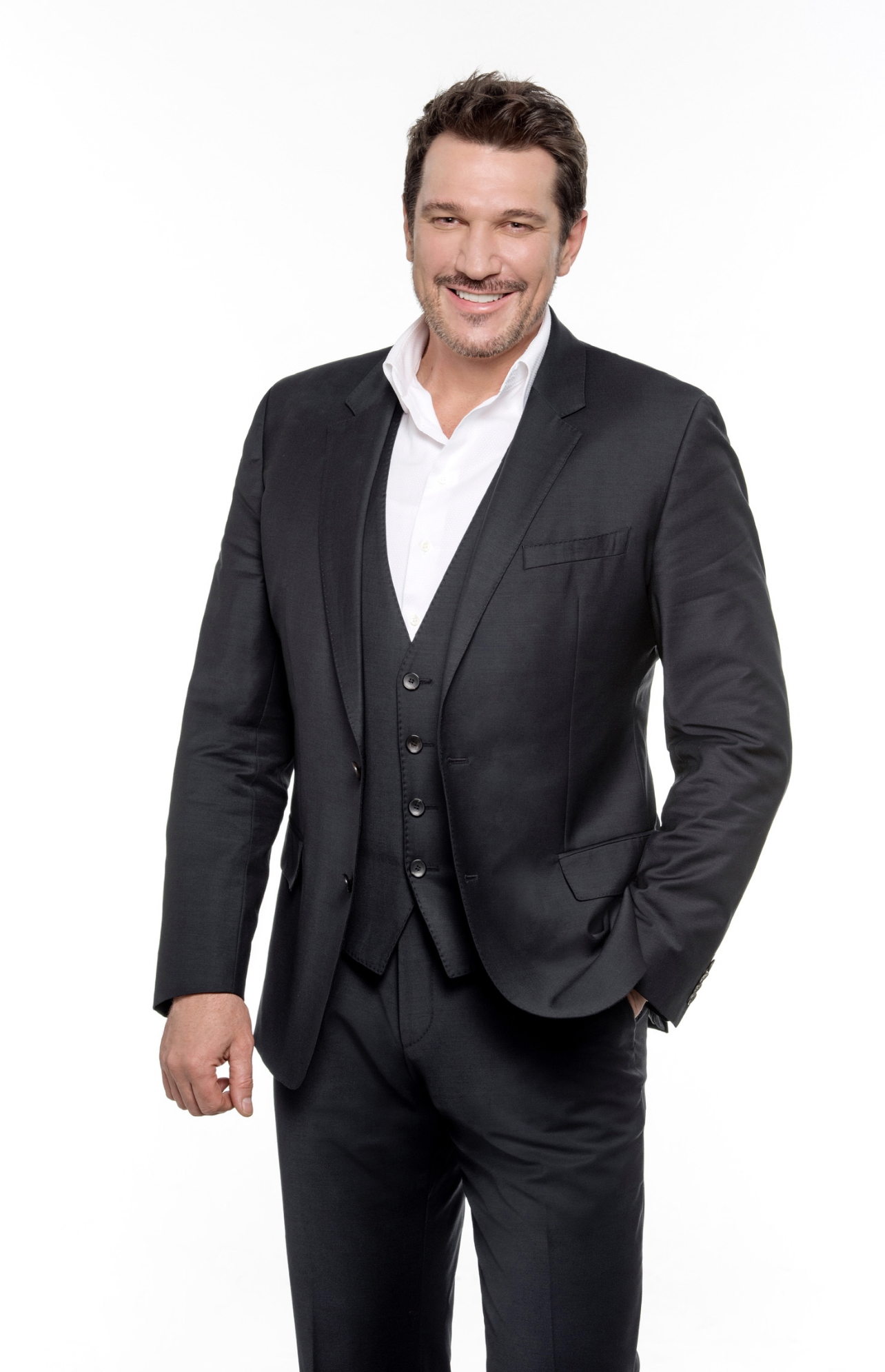
Paulo Szot.

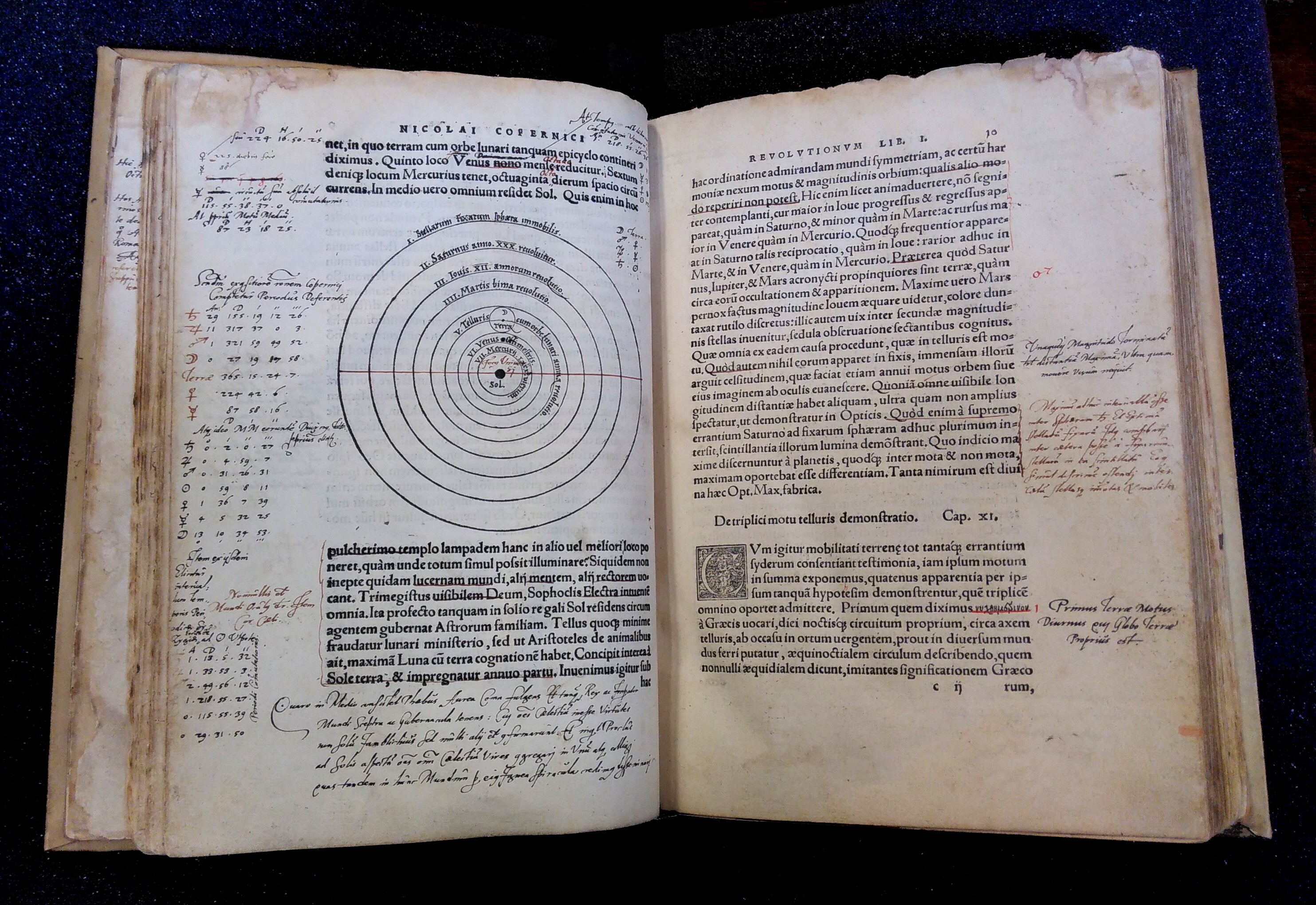
De revolutionibus orbium coelestium, de Copernic.

- Jan de Kenty (1390-1473), théologien scolastique, saint de l’Église catholique.
- Jan Długosz (1415-1480), diplomate, historien, secrétaire du roi.
- Jan de Kolno (Jean Scolvus) (1435–1484), explorateur.
- Wawrzyniec Korwin (Laurent Corvin) (1465-1527), humaniste, professeur de l'Académie.
- Mikołaj Kopernik (Nicolas Copernic) (1473-1543), astronome, auteur de l'héliocentrisme
- Johann Georg Faust (1480-1540?), magicien, astrologue et alchimiste allemand[11].
- Francysk Skaryna (1485-1540?), pionnier de la langue biélorusse littéraire, le premier à imprimer un ouvrage en slavon oriental (voir sa traduction de la Bible en vieux biélorusse).
- Andrzej Frycz Modrzewski (1503-1572), poète, diplomate et penseur politique.
- Mikołaj Rej (1505-1569), poète, « fondateur de la littérature en langue polonaise ».
- Arnold Caussin de Ath (né en 1510), musicien et compositeur de la Renaissance.
- Marcin Kromer (1512-1589), historien, prince-évêque de Varmie.
- Stanisław Hozjusz.
- Wacław de Szamotuly (1520-1560), compositeur et poète.
- Szymon Budny (1530-1593), humaniste, pédagogue, réformateur de l'Église, philosophe, sociologue et historien biélorusso-polonais.
- Jan Kochanowski (1530-1584), poète, l'un des pionniers de la langue polonaise littéraire.
- Wawrzyniec Goślicki (pl) (1538-1607), écrivain politique, évêque catholique, le Polonius du Hamlet de William Shakespeare.
- Bartosz Paprocki (pl) (1543-1614), écrivain, historien, poète.
- Michał Sędziwój (Michael Sendivogius) (1566-1636), alchimiste, auteur de Tractatus de lapide philosophorum.
- Stanisław Koniecpolski (1592-1646), Grand Hetman de la République des Deux Nations
- Jan III Sobieski (1629-1696), chef militaire et l'un des rois de l'Union de Pologne-Lituanie, vainqueur de la Bataille de Vienne.
- Wojciech Bogusławski (1757-1829), acteur, chanteur d'opéra, metteur en scène, père du théâtre polonais.
- Wincenty Pol (1807-1872), poète, géographe d'origine allemande.
- August Cieszkowski (1814-1894), philosophe, économiste et militant politique.
- Ignacy Łukasiewicz (1822-1882), chimiste, inventeur de la lampe à pétrole.
- Carl Menger (1840-1921), économiste et juriste, fondateur de l'école autrichienne d'économie.
- Stanisław Wyspiański (1869-1907), poète, dramaturge, peintre de l'art nouveau et metteur en scène.
- Stanisław Estreicher (1869-1939), historien et bibliographe.
- Tadeusz Estreicher (1871-1952), chimiste, historien et chercheur en cryogénie.
- Tadeusz Boy-Żeleński (1874-1941), poète, écrivain, critique littéraire, satiriste, traducteur de littérature française.
- Alina Świderska (1875-1963) romancière et traductrice polonaise.
- Marian Dąbrowski (1878-1958), journaliste, entrepreneur et éditeur.
- Wacław Sierpiński (1882-1969), mathématicien.
- Bronisław Malinowski (1884-1942), anthropologue.
- Leon Schiller (1887-1954), dramaturge, essayiste, metteur en scène, critique et compositeur.
- Ivo Andrić (1892-1975), écrivain et poète yougoslave (né en Bosnie-Herzégovine administrée par l'Autriche-Hongrie), lauréat du prix Nobel de littérature en 1961.
- Henryk Sławik (1894-1944), diplomate, reconnu Juste parmi les nations.
- Kazimierz Dobrowolski (1894-1987), sociologue et ethnologue.
- Anna Borkowska (1900-1988), nonne dominicaine reconnue Juste parmi les nations.
- Debora Vogel (1900-1942), poétesse et philosophe polonaise, morte assassinée dans le Ghetto de Lwów.
- Anna Zofia Krygowska (1904-1988), mathématicienne.
- Leo Sternbach (1908-2005), pharmacologue américain, connu pour la découverte des benzodiazépines.
- Tadeusz Pankiewicz (1908-1993), pharmacien, Juste parmi les nations.
- Lena Küchler-Silberman (1910-1987), enseignante, éducatrice et psychologue israélienne.
- Józef Bielawski (1910-1997), arabisant polonais, auteur de plusieurs ouvrages.
- Józef Cyrankiewicz (1911-1989), homme politique communiste, président du conseil des ministres (1947-1970).
- Antoni Kępiński (1918-1972), psychiatre.
- Jean-Paul II (Karol Wojtyła) (1920-2005), philosophe, poète, écrivain, archevêque de Cracovie, puis pape.
- Stanisław Lem (1921–2006), écrivain de science-fiction.
- Tadeusz Różewicz (1921-2014), poète, dramaturge.
- Wisława Szymborska (1923-2012), poète, prix Nobel de littérature (1996).
- Teresa Socha-Lisowska (1928-2010), médecin et poétesse.
- Józef Tischner (1931-2000), philosophe et prêtre.
- Jerzy Zdrada (1936-), historien et homme politique.
- Norman Davies (1939-), historien britannique.
- Krzysztof Zanussi (1939-), metteur en scène, réalisateur.
- Krystian Lupa (1943-), metteur en scène.
- Adam Zagajewski (1945-2021), poète.
- Zbigniew Wassermann (1949-2010), député à la diète.
- Lidia Morawska (1952-), physicienne polono-australienne.
- Jarosław Guzy (1955-), homme politique polonais.
- Krzysztof Warlikowski (1962-), metteur en scène.
- Paulo Szot (1970-), chanteur d'opéra brésilien de parents polonais, acteur de Broadway.
- Maja Heban (1990-), journaliste et militante pour les droits LGBT+

## Inscriptions
Avec 41 661 étudiants en 2018/2019 et 3 809 enseignants-chercheurs, c'est l'une des principales universités de Pologne[réf. nécessaire].

## Facultés
L'université est composée de 16 facultés :
- Collegium Medicum (largement autonome, a été détachée de l'université de 1950 à 1993 ; a porté le nom d’Académie de médecine Nicolas-Copernic)
  - faculté de médecine (wydział Lekarski)
  - faculté de médecine pour les étrangers (wydział Lekarski – Szkoła Medyczna dla Obcokrajowców)
  - faculté de pharmacie (pl)
  - faculté des métiers de la santé (pl) (ancienne école de soins infirmiers)
- Faculté de droit et d'administration (pl)
- Faculté de philosophie (pl)
- Faculté d'histoire (pl)
- Faculté de philologie (pl)
- Faculté de lettres polonaises (pl)
- Faculté de physique, astronomie et informatique appliquée (pl)
- Faculté de mathématique et informatique (pl)
- Faculté de chimie (pl)
- Faculté de biologie et sciences de la Terre (pl)
- Faculté de gestion et communication sociale (pl)
- Faculté de sciences politiques et études internationales (Wydział Studiów Międzynarodowych i Politycznych Uniwersytetu Jagiellońskiego)
- Faculté de biochimie, biophysique et biotechnologie (pl)

## Coopérations universitaires en Europe
- Association des universités européennes
- Réseau d'Utrecht
- Groupe de Coimbra
- Europaeum
- International Research Universities Network (IRUN)

## Bibliothèque Jagellonne
La bibliothèque universitaire est l'une des plus importantes du pays et la plus ancienne, avec près de six millions de volumes. Elle abrite une importante collection de manuscrits médiévaux, comme Des révolutions des sphères célestes (De revolutionibus orbium coelestium) de Copernic, ou le Codex de Balthasar Behem,.
Elle comporte aussi des ouvrages de la littérature clandestine (samizdat) de la période communiste (1945-1989).
L’une des propriétés les plus controversées de la bibliothèque Jagellonne est la collection dite du « fonds Berlinka » (en français : « fonds berlinois »). Ces fonds venus de la Bibliothèque d'État de Berlin, entreposés dans des châteaux et des grottes de l'Est de l'Allemagne d'alors (Silésie) pour les mettre à l'abri des bombardements de la fin de la Seconde Guerre mondiale, se sont retrouvés sur le territoire polonais à la suite des modifications territoriales de 1945. On y trouve les manuscrits originaux de compositions de Johann Sebastian Bach, Wolfgang Amadeus Mozart (plus de cent partitions), Ludwig van Beethoven (parmi eux l'Ode à la joie de la Symphonie no 9), Niccolò Paganini, Felix Mendelssohn, Luigi Cherubini, Franz Schubert, Robert Schumann, Johannes Brahms, les manuscrits des lettres de Martin Luther, de Gottfried Wilhelm Leibniz, d’Albrecht Dürer, de Johann Wolfgang von Goethe, des frères Grimm, de Georg Wilhelm Friedrich Hegel et d’Alexander von Humboldt. Il n'y a aucun catalogue connu de cette curieuse collection, d’ailleurs rarement exposée.